# Шагала Володимир Іванович
Володи́мир Іва́нович Шага́ла (2 серпня 1919, с. Клоковичі, Польща — 2 серпня 2001, смт Нижанковичі, Львівська область) — український етнограф, фольклорист, краєзнавець, художник-графік, заслужений працівник культури України.

## Життєпис
Народився у простій селянській родині в селі Клоковичі, що за 4 км від містечка Нижанковичі (Старосамбірський р-н, Львівська обл.). Закінчивши чотири класи початкової школи, у 1944 році поступив на рільничо-городничі курси в Перемишлі. Там же навчався малярства. З 1946 року проживав у Нижанковичах. Одружився 1947 року. Працював у місцевому Будинку культури, кінотеатрі, на меблевій фабриці. Грав на скрипці, малював.
Володимир Шагала помер від хвороби Паркінсона в серпні 2001 року, маючи певність, що його твори будуть опубліковані, хоча й не встиг побачити кінцевий результат.

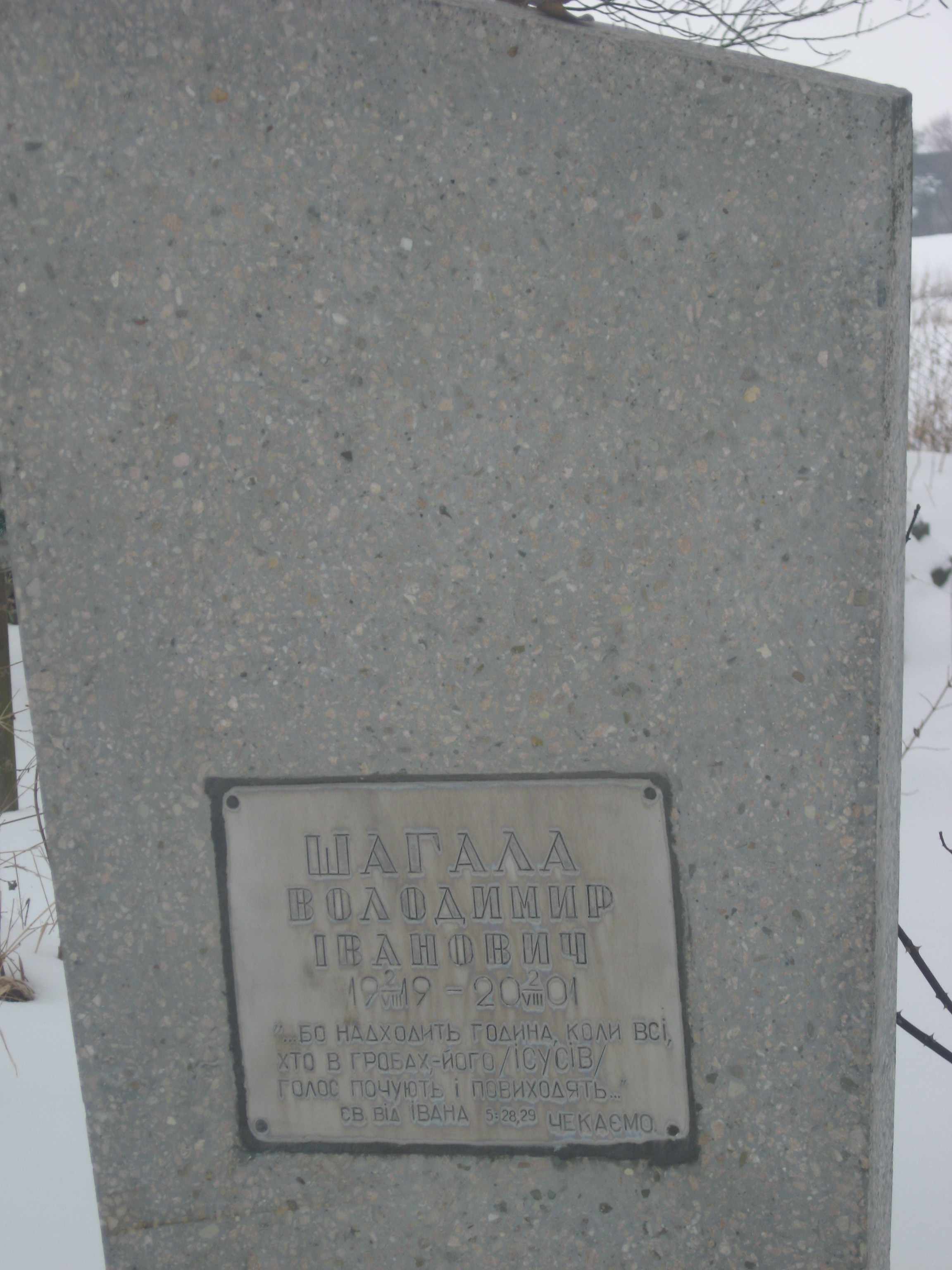
Могила В.Шагали у Нижанковичах

## Творчість
Протягом 50 років Шагала подорожував по Старосамбірщині, змальовуючи пам'ятки архітектури (церкви, каплиці, школи, хати, млини, мости) та предмети давнього побуту тощо. Створив понад 20 мальованих альбомів різної тематики, здебільшого про культуру та побут довоєнного галицького села.
Володимир Шагала жив у передгір'ї Українських Карпат і змалював багато краєвидів цього регіону. Його життя минуло у двох селах, що (залежно від історичних обставин) належали то до УРСР, то до Польщі. Простими словами й олівцем він описує у своїх альбомах життя українського села. Він ніколи не продавав своїх малюнків, хоча праця над ними займала більшу частину його часу. Шагалу захоплював механізм дії млинів і кузень, ручна та машинна робота в полях, вирощування та випікання хліба. Більшість церков, зображених у його альбомах, все ще збереглися. Йому вдалося передати дух дитинства, забави та заняття дітей і дорослих у минулі роки. Він творив, чекаючи на автобус з зошитом, олівцем і канапкою в кишені, або просто вирушав у дорогу, змальовуючи довкілля. В околиці його знали як «пана Шагалу».
Підтримував творчі зв'язки з Львівським музеєм етнографії та художнього промислу, музеєм історії релігії, Самбірським музеєм «Бойківщина», був активістом місцевого осередку Товариства «Просвіта».

## Про роботи Шагали
«Більша частина робіт Шагали подає красу природи та рукотворних пам'яток Галичини, історичний перегляд традицій, багато з яких вже зникло або забуваються в „сучасному“ суспільстві. Володимир Шагала документально описує повсякденне життя українців до і під час комуністичного режиму. Мало хто пам'ятає перший період, і не кожному вдалося пережити другий, проте обидва періоди формували Україну. Шагала дає нам можливість оглянутися назад і зрозуміти, як історія продовжує впливати на сучасну Україну».
«Багатство спадку української нації проявляється на сторінках літопису Володимира Шагали. Реалізм малюнка та точність коментарів — безцінні в історичному плані і захоплюватимуть наступні покоління».

## Тематичний перелік альбомів-томів
- Визначні місця Старосамбірщини
- З минулого побуту
- Все про коні
- Старі громадські та господарські споруди
- Дитячі забави і забавки
- Народне мистецтво
- Від джерела до моря
- Спогади з дитячих літ
- По Старосамбірщині
- Млинарство
- Конопля — від стеблини до тканини
- Сільськогосподарський інвентар
- Вогняний перстень (історична хроніка про події в Перемишлі у 1914—1915 роках)
- Кальварія
- Старі народні пісні, гаївки і щедрівки
- Було колись (фольклорний збірник)
- Людські долі
- Як були ми пастухами
- Колись зимою у селі
- Хліборобство наших дідів
- Про що говорили наші діди
- Оглядаючись в минуле
- Картини села з минулих часів
- Хто і коли пройшов тою дорогою